# MVV in het seizoen 1955/56
Het seizoen 1955/1956 was het tweede jaar in het bestaan van de Maastrichtse betaaldvoetbalclub MVV. De club kwam uit in de Hoofdklasse B en eindigde daarin op de negende plaats, dit betekende dat de club in het nieuwe seizoen uitkwam in de Eredivisie.

## Wedstrijdstatistieken

### Hoofdklasse B
|       | Alkmaar '54 | BVV   | D.F.C. | EDO   | Elinkwijk | Emma  | Feijenoord | De Graafschap | GVAV  | PSV   | Rapid JC | SHS   | Sittardia | Sportclub Enschede | SVV   | De Volewijckers | Willem II |
| ----- | ----------- | ----- | ------ | ----- | --------- | ----- | ---------- | ------------- | ----- | ----- | -------- | ----- | --------- | ------------------ | ----- | --------------- | --------- |
| Thuis | 5 – 1       | 0 – 1 | 4 – 0  | 2 – 1 | 1 – 3     | 1 – 0 | 1 – 2      | 2 – 1         | 3 – 1 | 1 – 1 | 0 – 0    | 0 – 3 | 2 – 0     | 2 – 3              | 3 – 0 | 7 – 1           | 3 – 1     |
| Uit   | 3 – 1       | 1 – 1 | 2 – 1  | 1 – 0 | 2 – 0     | 1 – 4 | 3 – 1      | 1 – 3         | 1 – 3 | 2 – 2 | 3 – 0    | 2 – 2 | 1 – 2     | 0 – 4              | 2 – 1 | 0 – 3           | 3 – 3     |

## Statistieken MVV 1955/1956

### Eindstand MVV in de Nederlandse Hoofdklasse B 1955 / 1956
| Stand | Gespeeld | Gewonnen | Gelijk | Verloren | Punten | Doelpunten voor | Doelpunten tegen |
| ----- | -------- | -------- | ------ | -------- | ------ | --------------- | ---------------- |
| 8e    | 34       | 16       | 6      | 12       | 38     | 68              | 47               |

### Topscorers
| Competitie \| # \| Naam \| \| \| ---------------- \| ----------------------------- \| -- \| \| 1. \| Ton Couwenbergh \| 16 \| \| 2. \| Fons van Wissen \| 15 \| \| 3. \| Albert Ummels \| 12 \| \| 4. \| Jo Toennaer \| 7 \| \| 5. \| J. Willems \| 5 \| \| 6. \| André Vroemen \| 3 \| \| 7. \| Jeu van Bun \| 2 \| \| 7. \| Chris Coenen \| 2 \| \| 9. \| Piet van Dijk \| 1 \| \| 9. \| Jef Dresens \| 1 \| \| 9. \| Gerrie Reijnders \| 1 \| \| 9. \| Harrie Verdonschot \| 1 \| \| Eigen doelpunten \| \| \| \| – \| Herman van den Engel (SHS) \| 1 \| \| – \| Arie Muller (De Volewijckers) \| 1 \| \| Totaal \| Totaal \| 68 \| |                               |      |
| # | Naam                          | Goal |
| 1. | Ton Couwenbergh               | 16   |
| 2. | Fons van Wissen               | 15   |
| 3. | Albert Ummels                 | 12   |
| 4. | Jo Toennaer                   | 7    |
| 5. | J. Willems                    | 5    |
| 6. | André Vroemen                 | 3    |
| 7. | Jeu van Bun                   | 2    |
| 7. | Chris Coenen                  | 2    |
| 9. | Piet van Dijk                 | 1    |
| 9. | Jef Dresens                   | 1    |
| 9. | Gerrie Reijnders              | 1    |
| 9. | Harrie Verdonschot            | 1    |
| Eigen doelpunten |                               |      |
| – | Herman van den Engel (SHS)    | 1    |
| – | Arie Muller (De Volewijckers) | 1    |
| Totaal | Totaal                        | 68   |